# Petar Hektorović

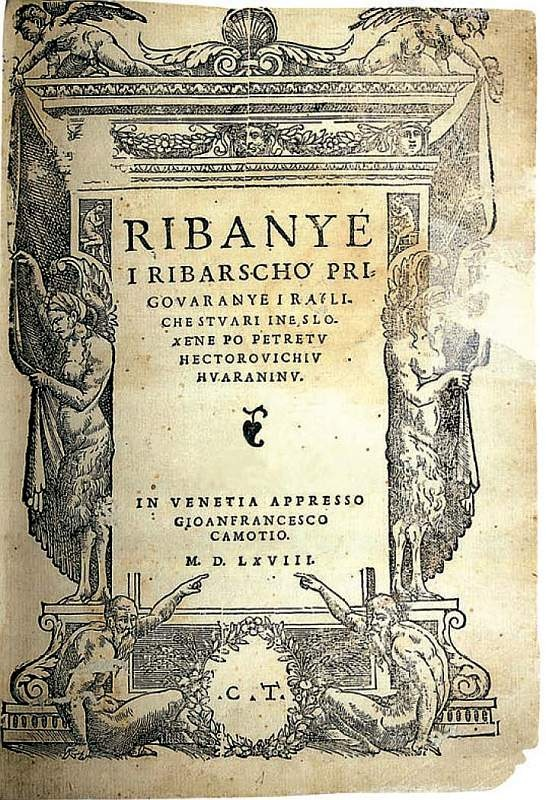
Strona tytułowa poematu Ribanje i ribarsko prigovaranje

Petar Hektorović (ur. 1487 w Starim Gradzie, zm. 13 marca 1572 tamże) – chorwacki pisarz i poeta.
Urodził się i mieszkał na wyspie Hvar. Był posiadaczem ziemskim pochodzącym z arystokratycznej rodziny. Zbierał pieśni rybackie z wyspy Hvar. Tworzył po, chorwacku, włosku oraz po łacinie, tłumaczył na język chorwacki utwory Owidiusza. Pozostawał pod wpływem włoskich humanistów adaptujących klasyczne formy do literatury wernykularnej.
Za jego najważniejsze dzieło uważany jest poemat Ribanje i ribarsko prigovaranje (Rybactwo i rozmowy rybaków)). Został on napisany w języku chorwackim w 1555 roku, a wydany w 1568 roku w Wenecji. Jest to poemat narracyjny, łączący cechy literatury podróżniczej, eklogi oraz literatury epistolarnej. Utwór utrzymany jest w formie listu, który Hektorović pisze do znajomego pisarza-szlachcica, opisując w nim podróż łodzią w towarzystwie prostych rybaków.